# Национален музей „Васил Левски“
Националният музей „Васил Левски“ в Карлово е посветен на българския национален герой Васил Левски.
Обхваща родната му къща, експозиционна зала, мемориален параклис „Всех святих болгарских“, Чардаклиевата къща и Онбашиевата къща.

## История
През Освободителната война къщата, в която е живял Левски със семейството си, е опожарена. . Тя е изоставена, голяма част от имота е превърната в сметище, а другата част е обсебена от съседите Чардаклиеви, които са братовчеди на Васил Левски, наследници на сестрата на Гина Кунчева – Дора Чардаклиева. Така се стига до 1932 г., когато режисьорът Васил Гендов подготвя заснемането на филм за Апостола. В същото време има решение на Общинския съвет на Карлово за събаряне на къщата с цел разширяване на прилежащата улица, а според слухове всъщност е защото закрива изгледа към кръчмата на кмета. Ужасен от тази мрачна перспектива, Гендов се заема да спасява каквото може, изоставяйки филма си. В този критичен момент режисьорът се сеща за своя далечен родственик Петър Димков, който е командир на Карловския гарнизон. Димков изпада в ярост, когато Гендов го осведомява за готвещото се кощунство, качва се на файтона си и двамата отиват при кмета Аристотел Янакиев, който започнал да се оправдава с градоустройствените регулации. Полковник Петър Димков разполага военен караул около къщата и издава заповед да се „стреля на месо“, ако някой направи опит да я срути. Така родната къща на Васил Левски е спасена за поколенията. Димков организира набирането на средства за възстановявнето на обекта. Дарител е цялото население на Карлово - и българи, и турци.
През 1937 г. къщата е превърната в музей и негов първи уредник е Никола Славчев. През 1954 г. е включен в националната музейна мрежа, а през 1955 г. до нея е изградена зала за документална експозиция. В периода 1968 – 1992 г. музеят е филиал на историческия музей в Карлово. Придобива самостоятелност през 1993 г. От 1994 г. в Карлово музейният комплекс се възстановява и разширява. Към музейния комплекс са включени Чардаклиевата къща и мемориалният параклис „Всех святих болгарских“. От 21 юли 2000 г. музеят придобива званието държавен културен институт с национално значение.

## Експозиция
В продължение на няколко десетилетия в нея са събирани и се съхраняват вещи, документи и снимки, свързани със семейството, с живота и делото на Васил Левски, на негови сподвижници както от Карлово, така и от други краища на страната. Пазят се почти всички научни биографични изследвания и литературни творби, посветени на Левски, произведения на изобразителното изкуство.

### Къща музей
Къщата представлява едноетажна сграда, състояща се от стая, вкопана в земята, зимник, килер, в който се съхраняват сандък с брашно и нощви, и скривалище. В приземната част се намират две стаи. До къщата има разположена долапена работилница за плетене на гайтани и полуоткрита бояджийница. След като в годините около Освобождението къщата рухва, през 1933 г. е изготвен проект от архитект Димитър Иванов и сформиран обществен комитет за реставриране на родната къща на Васил Левски, начело с кмета на Карлово Аристотел Янакиев и с помощта на жителите на Карлово и войници от местния гарнизон. Възстановяването на вътрешната уредба в къщата е поверена на дъщерите на сестра му Яна.

### Експозиционна зала
Експозиционната зала е построена през 1965 г. В нея са представени материали, посветени на родното място и рода на Васил Левски – произведения на изобразителното изкуство, които отразяват важни моменти от живота и революционното дело на Апостола, вещи, документи и снимки на Васил Левски, научни биографични изследвания и литературни творби на български и чуждестранни автори, посветени на Апостола. Тук могат да се видят още устав на БРЦК, униформа от Първата българска легия, знамето на Карловския революционен комитет, основан от Апостола през 1869 г.

### Мемориален параклис
През 2000 година в музейния комплекс е построен по проект на архитект Мария Каразлатева мемориалният параклис „Всех святих болгарских", в памет на Апостола. В него се съхраняват част от неговите коси. Иконостасът е изработен от Явор Петров и Марин Куртев, иконите и стенописите са дело на Владимир Аврамов и Йордан Христов. В параклиса звучи ангелогласният хор на Йоан Кукузел с „Достойно есть“, едно от любимите песнопения на Левски.

### Чардаклиева къща
Чардаклиевата къща е разположена непосредствено до родната къща на Васил Левски. В нея е живяло семейството на Дона Чардаклиева – сестрата на Гина Кунчева. Къщата е възстановена през 1994 – 1996 г. През нея минава входа за комплекса. В къщата има камерна зала за временни изложби.

## Туризъм
Националният музей „Васил Левски“ е част от 100-те национални туристически обекта на Българския туристически съюз. Намира се под № 44. Музеят се посещава от около 35 000 души годишно.